# Julià Ribera Tarragó
Julià Ribera Tarragó (Carcaixent, 19 de febrer de 1858 - 2 de maig de 1934), és considerat un referent mundial en el camp de l'arabisme.

## Biografia
Fill de José Ribera, fuster de Quatretonda, i de Vicenta Tarragó, de Carcaixent. Germà de José Ribera, comerciant de taronges i regidor de l'ajuntament, qui ordenà construir el magatzem de Ribera i les cases de Ribera al Realenc, totes dues, obres de l'arquitecte José Ríos Chinesta. I germà també, del doctor Vicente Ribera, prevere. Va nàixer al Carrer Sant Antoni, actual Sant Francesc d'Assís.
Va contraure matrimoni amb Trinidad Talens Talens, el 26 de novembre de 1881 a Carcaixent. Unió de la qual, va tenir sis fills amb els noms de Julián, Vicente, Carlos, Agustín, Pedro i Trinidad.
Estudià a la Universitat de València i es llicencià en dret. A Madrid en filosofia i lletres, matèries de les quals, més tard es doctorà. A Saragossa accedí a la càtedra de literatura àrab, l'any 1887. Fou acadèmic numerari de la Reial Acadèmia de la Llengua Espanyola i de la Reial Acadèmia de la Història i director honoris causa del Centre de Cultura Valenciana.
L'arabista Ribera es jubilà el 1927. Tres anys més tard, el Centre de Cultura Valenciana va aconseguir, per mitjà del Ministeri d'Instrucció Pública i Belles Arts, que l'Arxiu de la Corona d'Aragó li prestara el Llibre del Repartiment, el qual va romandre a la ciutat de València per escassos dos mesos. Julián Ribera va ser l'encarregat de fer-li una reproducció fotogràfica i de prologar l'edició d'aquest, que fou publicada una vegada mort.
Morí al seu hort, al terme de la Pobla Llarga, un 2 de maig de 1934. Segons V. Oroval: "...Carcaixent no havia vist mai una expressió de condolença tan multitudinària i de tan alta representació com la que veieren els seus carrers amb motiu del sepeli de Ribera. Tot els comerços i centres de reunió de la localitat tancaren les portes..."

## Obra
En la seua obra tractà diverses i molt variades temàtiques, gran part d'elles relacionades amb l'arabisme. Pel que fa a la pedagogia, cal destacar La enseñanza entre los musulmanes españoles i les seues crítiques antipedagògiques plasmades a La superstición pedagógfica i La supresión de los exámenes. En història del dret farem menció dOrígenes del justicia mayor de Aragón, on demostrà l'origen àrab d'aquest càrrec cristià i la traducció de l'àrab, amb pròleg i notes de l'obra d'Aljoxani, Historia de los jueces de Córdoba. En el vessant de la crítica històrica sobreïx Lo científico en la historia. En el camp de la història de literatura farem menció dEl cancionero de Abencuzman, discurs que pronuncià en l'ingrés en la Reial Acadèmia de la Llengua, en el qual demostrà l'existència d'un dialecte romànic mossàrab. Es preocupà també pels orígens de la lírica, l'èpica i la música àrab, i la seua influència en la música espanyola. Dels seus estudis sobre la musicologia hispanoàrab cal destacar La música de las Cantigas, publicada en anglés; així com La música andaluza medieval en las canciones de trovadores, troveros y minnesinger, Historia de la música árabe medieval y su influencia en la española i La música de la jota aragonesa.
A més, col·laborà en diverses publicacions de l'època com El archivo, el Almanaque de Las Provincias i dirigí la Revista de Aragón. Gran part dels seus estudis foren reeditats en dos volums titulats Opúsculos y disertaciones i Opúsculos dispersos, obres recopilades pels seus deixebles.
L'Ajuntament de Carcaixent va fer-lo fill predilecte i li dedicà un carrer amb el seu nom, per acord plenari (1910). Aquell mateix any va ser nomenat acadèmic de la llengua. L'escultor Gerardo Morante el va immortalitzar en una estàtua que s'ubica al Passeig des de 1958. L'Institut d'educació secundària també rep el nom de l'Arabista Ribera, així com la Biblioteca pública municipal.
Encara hui en dia, Julián Ribera és considerat un referent mundial en el camp de l'arabisme. La seua obra continua estudiant-se a les universitats, i segueix d'actualitat més de 70 anys després de la seua mort.
- La enseñanza entre los musulmanes españoles

- La superstición pedagógica

- Orígenes del justicia mayor de Aragón[5]

- Lo científico en la historia

- La música andaluza medieval en las canciones de trovadores, troveros y minnesinger

- Historia de la música árabe medieval y su influencia en la española

- La música de la jota aragonesa

- Discursos leídos ante la Real Academia Española[6] en la recepción pública el día 26 de mayo de 1912. Madrid, 1912

- La música de las Cantigas

- Llibre del Repartiment

- Opúsculos y disertaciones

- Opúsculos dispersos